# Anelosimus ethicus
Anelosimus ethicus là một loài nhện trong họ Theridiidae.
Loài này thuộc chi Anelosimus. Anelosimus ethicus được Eugen von Keyserling miêu tả năm 1884.